# Södra Pyongan
Södra P'yŏngan är en provins i Nordkorea. Provinsen gränsar till Norra P'yŏngan och Chagang i norr, Södra Hamgyong och Kangwon i sydöst och öst samt Norra Hwanghae och Pyongyang i söder. Provinshuvudstaden är P'yŏngsŏng. Provinsen Södra P'yŏngan bildades år 1896.
Provinsen är även uppdelad i en särskild stad (tŭkkŭpsi), fem städer (si), tre distrikt (1 ku och 2 chigu) och nitton landskommuner (kun).

## Städer
- Namp'o (tŭkkŭpsi) (남포 특급시; 南浦 特級市;)
- P'yŏngsŏng (평성시; 平城市)
- Anju (안주시; 安州市)
- Kaechon (개선시, 介川市)
- Sunchon (순천시; 順川市)
- Tokchon (덕천시; 德川市)

## Distrikt
- Ch'ŏngnam-gu (청남구; 清南區)
- Tŭkchang-jigu (득장지구; 得場地區)
- Ungok-chigu (운곡지구; 雲谷地區)

## Landskommuner
- Ch'ŏllima-gun (천리마군; 千里馬郡)
- Hoech'ang-gun (회창군; 檜倉郡)
- Kangsŏ-gun (강서군; 江西郡)
- Maengsan-gun (맹산군; 孟山郡)
- Muntŏk-gun (문덕군; 文德郡)
- Onch'ŏn-gun (온천군; 溫泉郡)
- Pukch'ang-gun (북창군; 北倉郡)
- P'yŏngwŏn-gun (평원군; 平原郡)
- Sinyang-gun (신양군; 新陽郡)
- Sŏngch'ŏn-gun (성천군; 成川郡)
- Sukch'ŏn-gun (숙천군; 肅川郡)
- Chungsan-gun (증산군; 甑山郡)
- Taean-gun (대안군; 大安郡)
- Taehŭng-gun (대흥군; 大興郡)
- Taedong-gun (대동군; 大同郡)
- Ŭnsan-gun (은산군; 殷山郡)
- Yangdŏk-gun (양덕군; 陽德郡)
- Yonggang-gun (용강군; 龍岡郡)
- Yŏngwŏn-gun (영원군; 寧遠郡)